# Astrid (prénom)
Pour les articles homonymes, voir Astrid.
Cette page présente le prénom Astrid ainsi que ses variantes.
Astrid et Astride sont des prénoms féminins d'origine scandinave.

## Occurrence
Il est utilisé sous sa forme scandinave Astrid dans les pays germaniques.
Astride en est la francisation traditionnelle. Toutefois, on le trouve plus souvent sous sa forme nordique de nos jours.
En France, le prénom n'apparaît vraisemblablement qu'au XXe siècle (4 naissances de Astrid en 1927, avec un pic de popularité autour des années 1970 et 1980) ; en 2000, 613 filles ont reçu ce prénom et 128 en 2020.
Les Astride sont fêtées le 17 octobre ou les Astrid le 27 novembre en souvenir d'Åsta Gudbrandsdatter, la mère de saint Olaf II de Norvège (vers 995-1030), mais plus vraisemblablement dans celui de son épouse Astrid Olofsdotter.

## Étymologie
Astrid est la forme scandinave moderne (norvégien, danois, suédois) de l'anthroponyme vieux norrois Ástríðr, lui-même variante d’Ásríðr qui représente l'évolution du plus ancien Ásfríðr. Ásfríðr procède du proto-norrois *A[n]su-friþioR. Il s'agit d’un composé des éléments germaniques AS « dieu (païen) » (vieux norrois áss) et FRÍÐ « beau, bon, vivant, paisible, sauf » (vieux norrois fríðr).
Remarque : la distinction entre le nom féminin Ásfríðr (attesté) et le nom masculin *Ásfriðr (non attesté, mais postulé par l'ancien danois Asfrith) n'est pas aisée. En effet, l'élément -friðr est dans ce dernier cas, le mot qui signifie « paix, protection, amour ».

## Personnalités
Parmi les Astrid célèbres, on peut citer :
- Astrid Allwyn
- Astrid Andreasen
- Astrid Bard
- Astrid Benöhr
- Astrid Bonami
- Astrid Bryan
- Astrid Buka
- Astrid Bärtschi
- Astrid Carolina Herrera
- Astrid Chazal
- Astrid Cleve
- Astrid Eichhorn
- Astrid Eliard
- Astrid Epiney
- Astrid Fina
- Astrid Fodor
- Astrid Frank
- Astrid Fugellie
- Astrid Glenner-Frandsen
- Astrid Grotelüschen
- Astrid Guyart
- Astrid Harzbecker
- Astrid Heeren
- Astrid Heese
- Astrid Heiberg
- Astrid Henning-Jensen
- Astrid Hjertenæs Andersen
- Astrid Holleeder
- Astrid Hopfensitz
- Astrid Kirchherr
- Astrid Krag
- Astrid Kumbernuss
- Astrid Lambrecht
- Astrid Lindgren
- Astrid Lulling
- Astrid Lødemel
- Astrid Løken
- Astrid Madiya
- Astrid Mamina
- Astrid Manfredi
- Astrid Njalsdotter
- Astrid Olofsdotter
- Astrid Oosenbrug
- Astrid Ovalles
- Astrid Panosyan-Bouvet
- Astrid Paprotta
- Astrid Peth
- Astrid Pichegrain
- Astrid Proll
- Astrid Riska
- Astrid Roemer
- Astrid Rondero
- Astrid Roos
- Astrid S
- Astrid Sampe
- Astrid Sandvik
- Astrid Schop
- Astrid Souply
- Astrid Stampe Feddersen
- Astrid Strauss
- Astrid Suurbeek
- Astrid Thors
- Astrid Uhrenholdt Jacobsen
- Astrid Varnay
- Astrid Veillon
- Astrid Villaume
- Astrid Whettnall
- Astrid Yunadi
- Astrid an Huef
- Astrid de Belgique
- Astrid de La Forest
- Astrid de Norvège
- Astrid de Suède
- Astrid et Raphaëlle
- Astrid von Busekist
- Astrid Åbyholm
- Astrid Øyre Slind
- Astrida Vicente
- Astride Gneto
- Astride N'Gouan
- Astride Palata